# Mauston, Wisconsin
Mauston este o localitate, municipalitate și sediul comitatului Juneau, statul Wisconsin, Statele Unite ale Americii.
1. ↑  2010 U.S. Gazetteer Files, accesat în 9 iulie 2020